# Marcus Malone
Marcus Malone conocido como “The Magnificent” (Memphis, 29 de julio de 1944 - Oakland, 12 de octubre de 2021) fue un percusionista, compositor y músico estadounidense, conocido por ser el primer percusionista de Santana.

## Vida
Formó parte de Santana Blues Band tocando las congas desde 1967 hasta 1969. Según Carlos Santana y David Brown, bajista de la banda, Marcus aporto un sonido afro-latino a la banda, perceptible en temas como "Jingo". A Malone se le acredita la coautoría de "Soul Sacrifice", que apareció en el álbum y que la banda tocó en Woodstock.
Marcus Malone dejó la banda poco antes de la trascendental presentación en Woodstock porque fue encarcelado la Prisión Estatal de San Quintín por Homicidio preterintencional por apuñalar a un hombre.
Desde su liberación de la prisión en 1973, Malone había estado viviendo en las calles de Oakland hasta ser descubierto accidentalmente por el reportero de campo KRON-TV Stanley Roberts en diciembre de 2013. Malone y Carlos Santana posteriormente tuvieron una emotiva reunión, y entró a tocar nuevamente como percusionista en el siguiente álbum de Santana: Santana IV. Aunque se reunieron para ensayar, Malone no apareció en el álbum. Santana dijo: "Me di cuenta de que no había tocado en años. No tenía la fuerza ni la resistencia"
El 18 de junio de 2016, Malone resultó gravemente herido por un neumático sin garantía que salió volando de un automóvil que pasaba en Oakland, y golpeó hacia atrás en la acera. Fue puesto en soporte vital en el hospital de la Highland de Oakland.